# 曆元
曆元（英語：Epoch），在天文學是一些天文變數作為參考的時刻點，例如天球座標或天體的橢圓軌道要素，因為這些會受到攝動而隨著時間變化。這些會隨著時間變動的天文變量可能包括天體的平黃經或平近點角、軌道相對於參考平面的交點、軌道近日點和遠日點或拱點的方向、其軌道半長軸的大小等等。
在中國古代曆法中，則為曆法起算的基準點。对天球坐标来说，其他时刻天体的位置可以依据岁差和天体的自行而计算出。在轨道根數的情况下，就必须考虑其他物体产生的扰动才能计算出另一时刻的轨道根数。
现在使用的标准曆元是J2000.0，即TT（Terrestrial Time）时间2000年1月1日12:00。前缀「J」代表这是一个儒略曆元（Julian epoch）。在使用J2000.0前的标准曆元是B1950.0，前缀「B」代表这是一个贝塞耳曆元（Besselian epoch）。
贝塞耳曆元在1984年前使用，而现在使用的是儒略曆元。
亨利·德雷伯星表使用B1900.0，B1900.0纪元在天文学上使用。因为恒星的赤经和赤纬会因岁差之缘故改变，天文学家经常定义某一纪元作为参考点。B1900.0纪元标准已经被后继标准所取代：B1950.0以及现在使用的J2000.0纪元标准。前缀"B"代表这是一个贝塞耳纪元而非一个儒略纪元。
对轨道参数的曆元经常会同时给出TT时间，有如下几种格式：
- 日期加上24小时时间格式：2000年1月1日，12:00 TT
- 日期加上分数日：2000年1月1.5TT
- 儒略日加上分数日：JDT 2451545.0
- NASA／NORAD的Two-Line Elements格式加上分数日：00001.50000000

## 外部連結
- Standish, E. M., Jr. . Astronomy and Astrophysics. November 1982, 115 (1): 20–22. Bibcode:1982A&A...115...20S.
- What is Terrestrial Time? （页面存档备份，存于） - U.S. Naval Observatory
- International Celestial Reference System, or ICRS （页面存档备份，存于） - U.S. Naval Observatory
- IERS Conventions 2003 (defines ICRS and other related standards) （页面存档备份，存于）